# Welsh National Opera

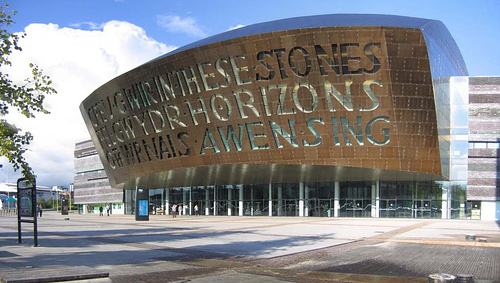
Wales Millennium Centre, a Cardiff, sede della Welsh National Opera.

La Welsh National Opera (lingua gallese: Opera Cenedlaethol Cymru) è una compagnia di opere liriche fondata a Cardiff nel 1946.

## Storia
Essa si esibisce in Galles (Regno Unito) e realizza tournée nel resto del mondo. Mette in scena più di 120 rappresentazioni all'anno con una presenza di oltre 150.000 spettatori. Si esibisce normalmente nelle città gallesi di Cardiff, Llandudno e Swansea, ma anche a Bristol, Birmingham, Liverpool, Milton Keynes, Oxford, Plymouth e Southampton in Inghilterra. A seguito del suo operare diffusamente anche in Inghilterra, riceve finanziamenti dall'Arts Council England oltre che dall'Arts Council of Wales.
Anche se la maggior parte delle opere vengono rappresentate in lingua inglese, dagli anni 1970, vengono spesso rappresentate opere in lingua originale.
Nel 2004, il WNO ha la sua sede permanente presso il Wales Millennium Centre.

## Direttori musicali
- Vilém Tauský (1951-1956)[1]
- Warwick Braithwaite (1956–1960)
- Sir Charles Groves (1961–1963)
- Bryan Balkwill (1963–1967)
- Sir Richard Armstrong (1973–1986)
- Sir Charles Mackerras (1987–1992)
- Carlo Rizzi (direttore d'orchestra) (1992–2001)
- Tugan Sokhiev (2003–2004)
- Carlo Rizzi (2004–2007)
- Lothar Koenigs (dal 2009-2016)
- Tomáš Hanus (dal 2016–)